# القوات الجوية الرومانية
القوات الجوية الرومانية (RoAF) (بالرومانية: Forțele Aeriene Române)‏ هي فرع القوات الجوية للقوات المسلحة الرومانية. لديها مقر للقوات الجوية وقيادة عمليات وخمس قواعد جوية ولواء دفاع جوي. وتشمل قوات الاحتياط قاعدة جوية واحدة وثلاثة مطارات.
في عام 2021، وظفت القوات الجوية الرومانية 10700 فرد.

## معرض صور